# Степанисько Віталій Сергійович
Віта́лій Сергі́йович Степанисько — підполковник МВС України.
Станом на травень 2014-го т. в. о. командира частини 3078, Національна гвардія України, Вінниця.

## Нагороди
8 вересня 2014 року — за особисту мужність і героїзм, виявлені у захисті державного суверенітету та територіальної цілісності України, вірність військовій присязі під час російсько-української війни, відзначений — нагороджений орденом Богдана Хмельницького III ступеня.